# Wiki Wiki Shuttle

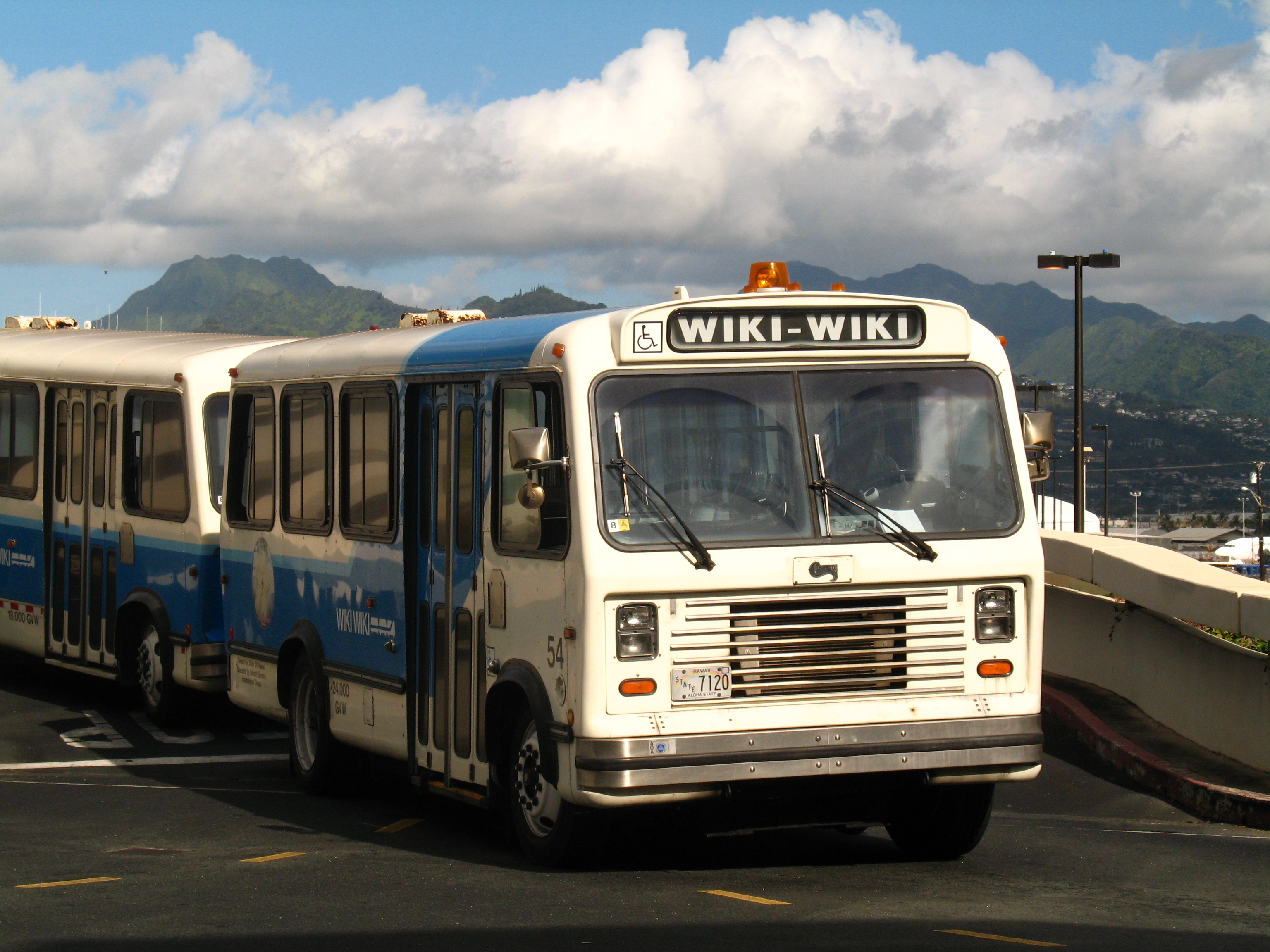
Twee Wiki Wiki-bussen van het type Chance RT-52 in 2007

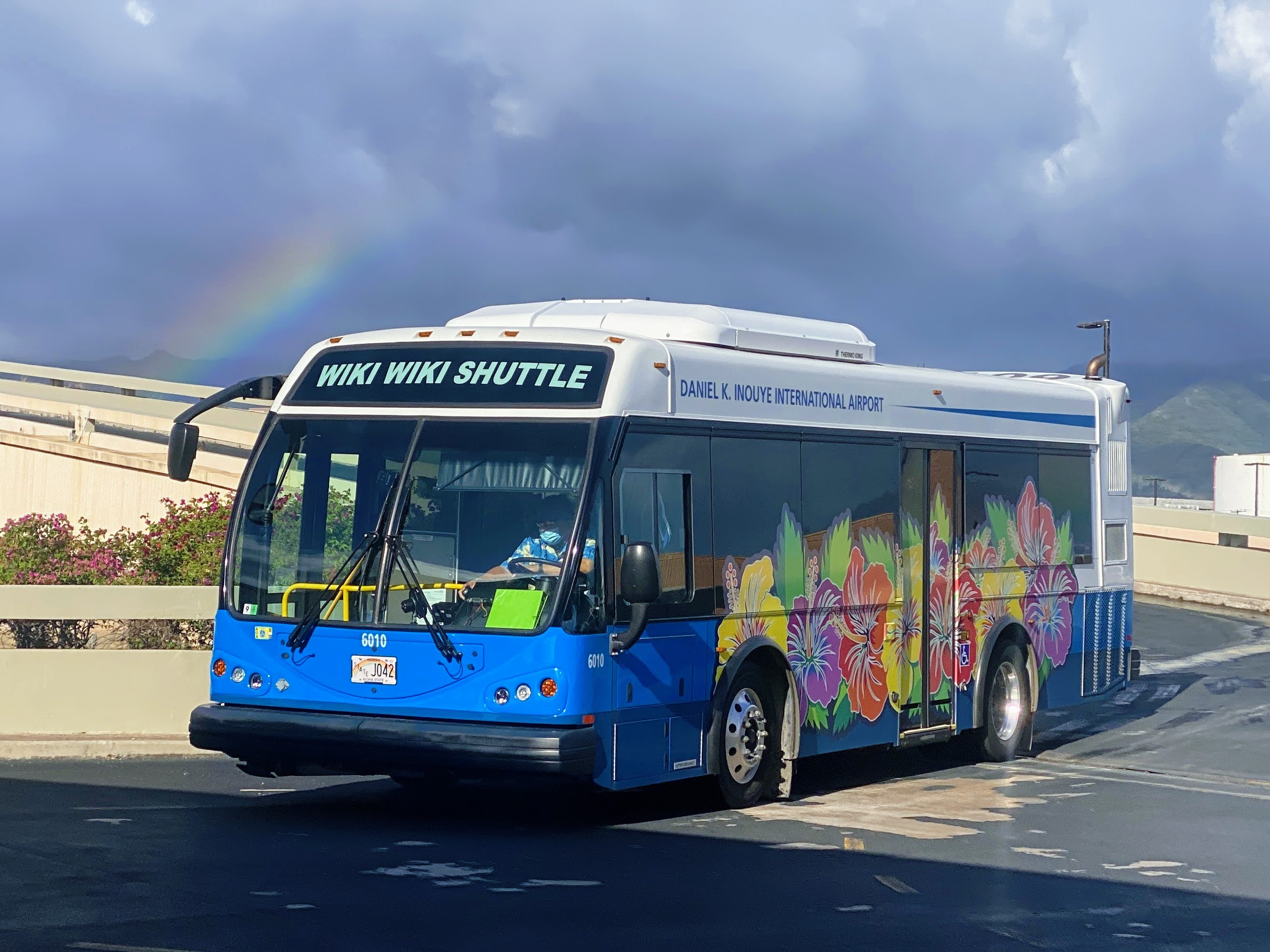
Wiki Wiki Shuttle in 2022

De Wiki Wiki Shuttle is een gratis busnetwerk op Honolulu International Airport op Hawaï. De bussen zijn beschikbaar van 06:00 tot 22:00 uur lokale tijd en vervoeren passagiers en bagage tussen de verschillende terminals.
In het Hawaïaans betekent wiki "snel", en wiki wiki duidt op "heel snel". De naam van de shuttlebus inspireerde Ward Cunningham om zijn nieuwe websitesoftware "WikiWikiWeb" te noemen, waar weer het concept van wiki-software, waar ook Wikipedia op draait, van is afgeleid.

## Wijziging transportsysteem
Het transportsysteem op de luchthaven wordt ingrijpend aangepast, en wordt minder afhankelijk van de Wiki Wiki bussen, die in 1970 als tijdelijke maatregel zijn ingevoerd. Na meer dan drie decennia klagen reizigers nog steeds over de hete, trage en ouderwetse bussen. In de pers is bericht dat de bussen niet alleen ongemakkelijk en oncomfortabel zijn, maar ook nog eens een last zijn voor de structuur van de gebouwen vanwege hun grote gewicht en hoge niveau van activiteit.
In november 2007 berichtten lokale media dat de shuttledienst zou worden vervangen door een airconditioned wandelsysteem. De eerste fase hiervan werd in oktober 2009 afgerond, waardoor internationale reizigers de mogelijkheid hadden om een gekoelde gang met een bewegende vloer te kiezen in plaats van de bussen.

## Exploitatie
De busdienst werd tot 2008 door de Aircraft Services International Group geëxploiteerd. In april 2008 werd deze dienst door de luchthaven opnieuw aanbesteed, ditmaal aan Roberts Hawaii, en veranderde de naam van de dienst in "HNL Shuttle", waarbij HNL de IATA-code voor de luchthaven is.
De bussen zijn nog steeds in actieve dienst op de luchthaven met hun gebruikelijke naam,  alleen voor internationale aankomsten is er nu een wandelsysteem.